# Rakuševa ulica, Ljubljana
Rakuševa ulica je ena izmed ulic, ki se nahajajo v Zgornji Šiški (Ljubljana).

## Zgodovina
Ulica je bila ustanovljena leta 2007, ko je bila poimenovana po Rudolfu Rakušu, ustanovitelju slovenske stenografije.

## Urbanizem
Ulica povezuje Celovško cesto s Cesto Ljubljanske brigade za potrebe Celovških dvorov.